# MiG-41
De MiG-41 of PAK DP (Russisch: ПАК ДП, Перспективный авиационный комплекс дальнего перехвата, Perspektivni Aviatsionni Kompleks Dal'nego Perechvata, prospectief vliegtuigcomplex voor onderschepping op lange afstand) is een Russisch stealth onderscheppingsvliegtuig van de zesde generatie in ontwikkeling door Mikojan, dat na 2030 de Mikojan-Goerevitsj MiG-31 vervangt.

## Ontwikkeling
Het ontwerp van de MiG-41 was eind 2019 klaar.
Vanaf 2020 startten tests in windtunnels.
In januari 2021 kondigde Rostec aan dat de MiG-41 in ontwikkeling was.
De eerste MiG-41 zou in 2025 klaar zijn.

## Specificaties
Volgens Izvestia kan de MiG-41 hypersonische raketten onderscheppen met zijn MPKR DP-systeem van kleine subraketten.
In een interview met RT zei de directeur-generaal van Mikojan, Ilja Tarasenko, dat de MiG-41 Machgetal 4,3 kan halen, een straalwapen meevoert tegen raketten en op grote hoogte tussen de stratopauze en de tropopauze kan vliegen.
Hij voert ook antisatellietwapens mee.
Een onbemande versie wordt overwogen.

## Concurrenten
Vergelijkbare stealth gevechtsvliegtuigen van de zesde generatie die er commercieel en/of militair mee wedijveren:
- Frankrijk Système de Combat Aérien du Futur
- Verenigd Koninkrijk BAE Systems Tempest
- Verenigde Staten Boeing F-47 voor de United States Air Force
- Verenigde Staten F/A-XX voor de United States Navy
- China Chengdu J-36 voor de Luchtmacht van het Volksbevrijdingsleger
- China Shenyang J-50 voor de Marine van het Volksbevrijdingsleger